# Бурманска партија социјалистичког програма
Бурманска партија социјалистичког програма ( бурм. မြန်မာ့ဆိုရှယ်လစ်လမ်းစဉ်ပါတီ ) била је владајућа политичка странка Бурмe од 1962. до 1988. године.

## Историја
БСПП је основан 4. јула 1962, након проглашења " Бурманског пута у социјализам " од стране Револуционарног савета Уније (РЦ) 30. априла 1962. БПС је изложио политичку и економску идеологију РЦ-а која је преузела власт у војном пучу 2. марта 1962.
БСПП се залагао за програм „ Бурманског пута ка социјализму “ који је оличавао и комунистички и будистички утицај. У јануару 1963. године објављена је брошура на бурманском и енглеском језику под насловом Посебне карактеристике Бурманске социјалистичке програмске партије . Брошура је разликовала идеологију БСПП-а од идеја и „ буржоаских “ социјалдемократских партија и комунистичких партија . БСПП, наводи у књижици, да одбацује „буржоаско“ уверење и праксу социјалдемократских партија да се до социјализма може доћи парламентарним методама. (Чак и пре најаве БПС-а, РЦ је декретом већ укинуо парламент који је успостављен бурманским уставом из 1947. године, наводећи да парламентарна демократија није погодна за Бурму) У књижици се даље наводи да, иако се из доктрина Маркса, Енгелса и Лењина могло много научити, није сматрала њихову реч „јеванђељем" за разлику од бурманских комуниста, које је брошура називала „вулгарним материјалистима ".
Касније исте године БСПП је објавио своју идеологију и на бурманском и на енглеском језику у књизи под називом Систем корелације између човека и његовог окружења, једноставно познатој под називом Innya myinnya (Корелација), где су будистичку и марксистичку реторику користили за заступање онога што је ће касније бити познат као „бурмански пут ка социјализму“. Његова најупечатљивија реченица позајмљена је из старог популарног израза „Човек може само себи приуштити да будеш пун стомака“ који је погодио људе који покушавају да зараде за живот у све тешким економским околностима под владавином БСПП-а, и спроводи Одбор за изградњу социјалистичке економије, почев од национализације свих предузећа. У чланку објављеном у издању часописа Њузвик у фебруару 1974. године, бурмански пут ка социјализму описан је као „спој будистичке и марксистичке нелогичности“.

## Једнопартијска држава
Дана 23. марта 1964. године, РЦ је издао уредбу под називом „Закон о заштити националног јединства“, којом су све политичке странке, осим БСПП, укинуте и њихова имовина присвојена. Ово је укинуто даном када је Државно веће за обнову закона и реда преузело власт у војном пучу 18. септембра 1988.
Сад већ непостојећи Устав Социјалистичке Републике Бурманског савеза из 1974, конституисао је водећу улогу БСПП-а у бурманској политици. Члан 11. Устава из 1974. каже да „Држава ће усвојити јединствени партијски систем. Партија Бурме за социјалистички програм је јединствена политичка странка која ће водити државу ".
Сви владини службеници из свих сектора, укључујући лекаре, наставнике, инжењере, научнике, менаџере из национализованих индустрија и предузећа, као и цивилне администраторе, били су приморани да прођу тромесечну политичку индоктринацију и основну војну обуку у Школи за обуку народних служби Хпаунгји, смештене у касарнама, почев од раних 1970-их година. Фраза hsoshalit athi (социјалистичка свест, ဆရယလစ အသ) постала је каламбур за социјалистичког пријатеља или везу коју човек мора имати било шта или било где. Војнообавештајна служба (МИС) и њена војска доушника служиле су функцији тајне полиције да њуши и гаси свако политичко неслагање .

## Кадрови за масовно чланство у партији
1971. БСПП је отворен за масовно чланство као „народна странка“. Током 1960-их постојале су три врсте чланства у БСПП. Први тип или слој био је „пријатељ странке“ (ပါတ မတဆေ). Други тип или ниво био је „алтернативног или привременог чланства“ (အ ရန ပါတဝင, што се изругивању подвргавало အရမး што значи „безобзирно“), а трећи тип „пуноправног“ члана странке (တငး ပြည ပါတဝင). Према тадашњим партијским правилима, када је неко постао „пуноправни члан странке“, осим ако нису постојали изванредни разлози попут оних лошег здравља, није се могло „поднети оставка из странке“. Пуноправни члан странке могао је само бити отпуштен из странке. БСПП-ом је и даље доминирала војска, а 1972. године више од половине од 73.369 пуноправних чланова још увек је чинило војско или полицијско особље; Доктор Маунг Маунг је био једини цивил у вишим ешалонима странке.

## Конгреси
Пре него што се трансформисао из кадровске странке у масовну, БСПП је одржао четири семинара, последњи од 6. до 11. новембра 1969.
- Први конгрес БСПП-а одржан је од 28. јуна 1971. до 11. јула 1971
- други у октобру 1973
- трећи у фебруару 1977
- четврти у августу 1981. и
- пети у октобру 1985.

Ванредни конгреси БСПП одржани су у:
- Априлу 1973
- Октобру 1976
- Новембру 1977
- Јулу 1988. и
- Септембру 1988.

На сваком редовном конгресу БСПП-а, почев од јуна 1971. до октобра 1985., Не Вин је био изабран од стране БСПП-а за свог председника. Сваки Конгрес је такође изабрао Централни комитет од 150 до 200 чланова, а на каснијим Конгресима Централни извршни комитет (приближно еквивалентан оном из Политбироа у једнопартијским комунистичким државама, мада термин „Политбиро“ никада није коришћен) од око 10 до 15 чланова били изабрани.

## Омладинско крило
Национална омладинска организација странке основана је 1984. године позната као Lanzin lu nge (зин စဉ လငယ). Студенти су били обавезни да буду део организације. Његов пандан у школама био је Sheizaung lu nge (пионири програма, ရေ ဆောင လငယ) и по узору на Црвену гарду, односно младе пионире из Кине .

## Чишћење у странци
У новембру 1977. одржана је чистка БСПП-а, укључујући оне из Централног комитета. Овај раскол у БСПП-у виђен је као борба за моћ или борба између војне фракције и бивше комунистичке фракције (која се углавном састојала од неких бивших комунистичких побуњеника који су се предали влади, придружили и устали у редовима БСПП хијерархија и њихови симпатизери) у БСПП. Међу хиљадама људи који су очишћени од странке било је левичара или симпатизера комуниста .

## Криза
Ванредни конгрес БСПП-а одржан је од 23. до 26. јула 1988. У свом наступном говору 23. јула 1988, председник странке Не Вин запањио је нацију када је, "преузимајући индиректну одговорност за тужне и крваве догађаје у марту и јуну 1988" (при чему су многи студенти и цивили у углавном мирним протестима против режима БСПП били кога је убио и убио Војна полиција Лоне Хтеин ) поднео оставку на место председника странке. Не Вин је такође објавио да су четири његове колеге потпредседник и председник државе Сан Ју, генерални секретар АЈе Ко, генерални секретар Сеин Лвин и члан Централног извршног комитета Тун Тин, такође заменик премијера, изразили жељу да поднесу оставку. Позивајући се на студентске демонстрације против владе у марту и јуну 1988. Не Вин је изјавио да су ти догађаји указали на то да неки људи "не воле владу и странку која је водила владу". Такође је предложио да се крајем септембра 1988. одржи национални референдум како би се утврдило да ли народ више воли једнопартијски систем или жели да пређе на вишестраначки систем .

## Пропаст
Конгрес БСПП прихватио је оставке председника Не Вин-а и потпредседника Сан Ју-а, али је одбацио оставке генералног секретара Аје Ко-а, заједничког генералног секретара Сеин Лвин-а и члана Централног извршног одбора Тун Тин-а. Заједнички генерални секретар Сеин Лвин (бивши бригадир, † 9. априла 2004) Конгрес странке изабрао је и именовао за новог председавајућег Странке. Именовање Сеин Лвин-а, за којег се сматрало да је углавном одговоран за пуцњаву и убиства више од 100 студената на Универзитету Рангоон 7. јула 1962, убрзо након Не Вин-овог државног удара, као и за убиства студенти и цивили у марту и јуну 1988. године, заслуживши епитет "Убица Рангуна", изазвали су широке протесте у земљи.
Ванредни конгрес странке у јулу 1988. такође је одбио позив Не Вин-а за националним референдумом. Избор Сеин Лвина за председнника странке, као и одбијање БСПП да предузме кораке ка вишестраначком систему довели су до масовних демонстрација на које је војска одговорила пуцањем и убијањем стотина, ако не и хиљада демонстраната у многим градовима и градови широм земље од 8. до 12. августа 1988. 12. августа 1988. Сеин Лвин поднео је оставку и на место председника странке и председника државе. Након избора Централног комитета БСПП за др Маунг Маунга (31. јануара 1925 - 2. јула 1994) за председника странке 19. августа, а касније од Пјиту Хлутав-а за председника државе 20. августа 1988, устанак против владе БСПП се интензивирао.
Дана 10. септембра 1988. у још једном на брзину сазваном Конгресу, БСПП је одлучио да одржи вишестраначке изборе, а следећег дана Пјиту Хлутав је донео резолуцију о одржавању вишестраначких избора „не пре 45 дана, а не касније од 90 дана“. Међутим, масовне демонстрације у Рангуну и остатку земље настављене су, захтевајући оставку владе БСПП коју је предводио др Маунг Маунг у корист неутралне привремене владе која ће надгледати вишестраначке изборе. Дана 18. септембра 1988. Државни закон и ред рестаурација савет , коју предводи војска начелник штаба генерал Сав Маунг († Јула 1997) преузео је након сламања оно што је данас познато као пропали устанак 8888 од 8. августа 1988. БСПП се поново формирао као Странка националног јединства 24. септембра 1988. На изборима 27. маја 1990. НУП се такмичио у практично свим изборним јединицама, али је освојио само 10 од 485 места у новој Народној скупштини које БСПП и његов наследник Државно веће за мир и развој никада нису сазвали. Председавајући НУП-а од септембра 1988. до његове смрти почетком 2005. године био је У Тха Гиав, бивши војни официр који је касније био министар у влади БСПП-а после 1974. године.

## Председседници Бурманске партије социјалистичког програма (1962–1988)
| № | № | Име (Рођење–Смрт)       | Слика | Ступио на дужност | Напустио канцеларију | Време на функцији  | Напомене |
| - | - | ----------------------- | ----- | ----------------- | -------------------- | ------------------ | --- |
|   | 1 | Не Вин (1911–2002)      |       | 4. јула 1962      | 23. јула 1988.       | 26 година, 19 дана | Такође председник Савеза револуционарног савета (1962–1974), премијер (1962–1974) и председник (1974–1981). |
|   | 2 | Сеин Лвин (1923–2004)   |       | 26. јула 1988     | 12. августа 1988     | 17 дана            | Такође председник (1988).                                                                                   |
|   | 3 | Маунг Маунг (1925–1994) |       | 19. августа 1988  | 18. септембра 1988   | 30 дана            | Такође председник (1988).                                                                                   |

## Избори

### Избори за народну скупштину
| Избори | Вођа странке | Гласови | %    | Седишта   | +/– | Положај |
| ------ | ------------ | ------- | ---- | --------- | --- | ------- |
| 1974   | Не Вин       |         | 100% | 451 / 451 | 451 | први    |
| 1978   | Не Вин       |         |      | 464 / 464 | 13  | први    |
| 1981   | Не Вин       |         | 100% | 475 / 475 | 11  | први    |
| 1985   | Не Вин       |         |      | 489 / 489 | 14  | први    |